# Arthrostemma
Arthrostemma es un género de plantas herbáceas pertenecientes a la familia Melastomataceae. Originario de América tropical, con 4 especies, distribuidas desde México hasta Bolivia y en las Antillas. Comprende 43 especies descritas y de estas, solo 6 aceptadas.

## Descripción
Son hierbas o sufrútices con entrenudos cuadrangulares, glabros a piloso-glandulares. Inflorescencia un dicasio terminal de pocas flores, con ramificación abierta, flores 4-meras; hipantos maduros subcilíndricos a angostamente campanulados; lobos del cáliz deltoides, ápice agudo, obtuso o apiculado, persistentes; pétalos obovados, rosados, raramente blancos; estambres 8, dimorfos o isomorfos, a veces subiguales o esencialmente iguales, anteras linear-oblongas a subuladas con un poro apical inclinado ventralmente, conectivo prolongado por abajo de las tecas y modificado ventralmente en espolones simples o bífidos vueltos hacia arriba; ovario 4-locular, súpero, envuelto por el hipanto. Fruto una cápsula, el hipanto que la envuelve acrescente en la madurez; semillas cocleadas, 1 mm de largo, tuberculado-acostilladas.

## Taxonomía
El género fue descrito por Pav. ex D.Don y publicado en Memoirs of the Wernerian Natural History Society 4: 283, 298–299. 1823. La especie tipo es: Arthrostemma ciliatum Pav. ex D. Don	

## Especies aceptadas
A continuación se brinda un listado de las especies del género Arthrostemma aceptadas hasta febrero de 2013, ordenadas alfabéticamente. Para cada una se indica el nombre binomial seguido del autor, abreviado según las convenciones y usos:
- Arthrostemma alata Triana
- Arthrostemma alatum Triana
- Arthrostemma ciliatum Pav. ex D. Don
- Arthrostemma lanceolatum (DC.) Griseb.
- Arthrostemma parvifolium Cogn.
- Arthrostemma primaevum Almeda